# 光のシルエット
「光のシルエット」（ひかりのシルエット）は、CooRieの6作目のシングル。2005年6月8日にMellowHeadから発売された。

## 概要
前作「センチメンタル」から約1年2ヶ月ぶりのリリースとなる2005年1作目のシングル。メインレーベル以外での発売、本人のアーティスト写真によるジャケットはともに初となる。表題曲「光のシルエット」はテレビアニメ『絶対少年』のオープニングテーマとして使用された。

## 収録曲
（全作詞・作曲：rino）
1. 光のシルエット [4:09]
編曲：鈴木雅也
2. メロトロン [4:31]
編曲：大久保薫
3. 光のシルエット（off Vocal）
4. メロトロン（off Vocal）